# Kokoyl isethionát sodný
Kokoyl isethionát sodný (INCI: sodium cocoyl isethionate) je aniontový tenzid, derivát 2-hydroxyethansulfonové kyseliny. Používá se především v segmentu osobní péče

## Výroba
Kokoyl isethionát sodný vzniká z isethionátu sodného (2-hydroxyethansulfonátu sodného), který se vyrábí adicí hydrogensiřičitanu sodného na ethylenoxid. Isethionát sodný se následně acyluje přímou nebo nepřímou cestou. Přímá cesta zahrnuje reakci s přebytkem mastných kyselin vyrobených z kokosového oleje. Proces vyžaduje vysoké teploty (200–250 °C) a přítomnost kovového katalyzátoru. Nepřímá cesta sestává z konverze mastných kyselin na acylchlorid pomocí thionyl chloridu nebo chloridu fosforitého. Acylchlorid poté reaguje s isethionátem sodným za vzniku požadovaného produktu a chlorovodíku.

## Vlastnosti
Molekula kokoyl isethionátu sodného má hydrofilní a hydrofobní část, a proto působí jako povrchově aktivní látka. Je to výborné smáčedlo, silně pění a dobře solubilizuje nepolární nečistoty. Funguje dobře i v tvrdé vodě. Za pokojové teploty je jen omezeně rozpustný ve vodě (0,01 g/100 ml při 25 °C). Je stabilní jen v neutrálních roztocích (pH 5–8) a při nízkých teplotách. Při vysokých teplotách a v kyselém či zásaditém pH podléhá hydrolýze.
Vyznačuje se nízkou akutní toxicitou a jen mírnou dráždivostí pro oči a kůži. Podle některých zdrojů je pro kůži méně dráždivý než jiné aniontové surfaktanty (alkyl sulfáty, alkylether sulfáty, mýdlo...).

## Využití
Využívá se v textilním průmyslu, protože změkčuje a zvlhčuje vlákna. Podobně působí na vlasy a kůži, proto je oblíbený v kosmetice. Dají se z něj vyrábět sprchové gely, pěny do koupele, dětské šampóny či zubní pasty, ale kvůli nižší stabilitě je zde používán spíš okrajově. Nejvíce se uplatňuje jako složka pevných šampónů nebo mýdel na ruce.